# Katodové záření

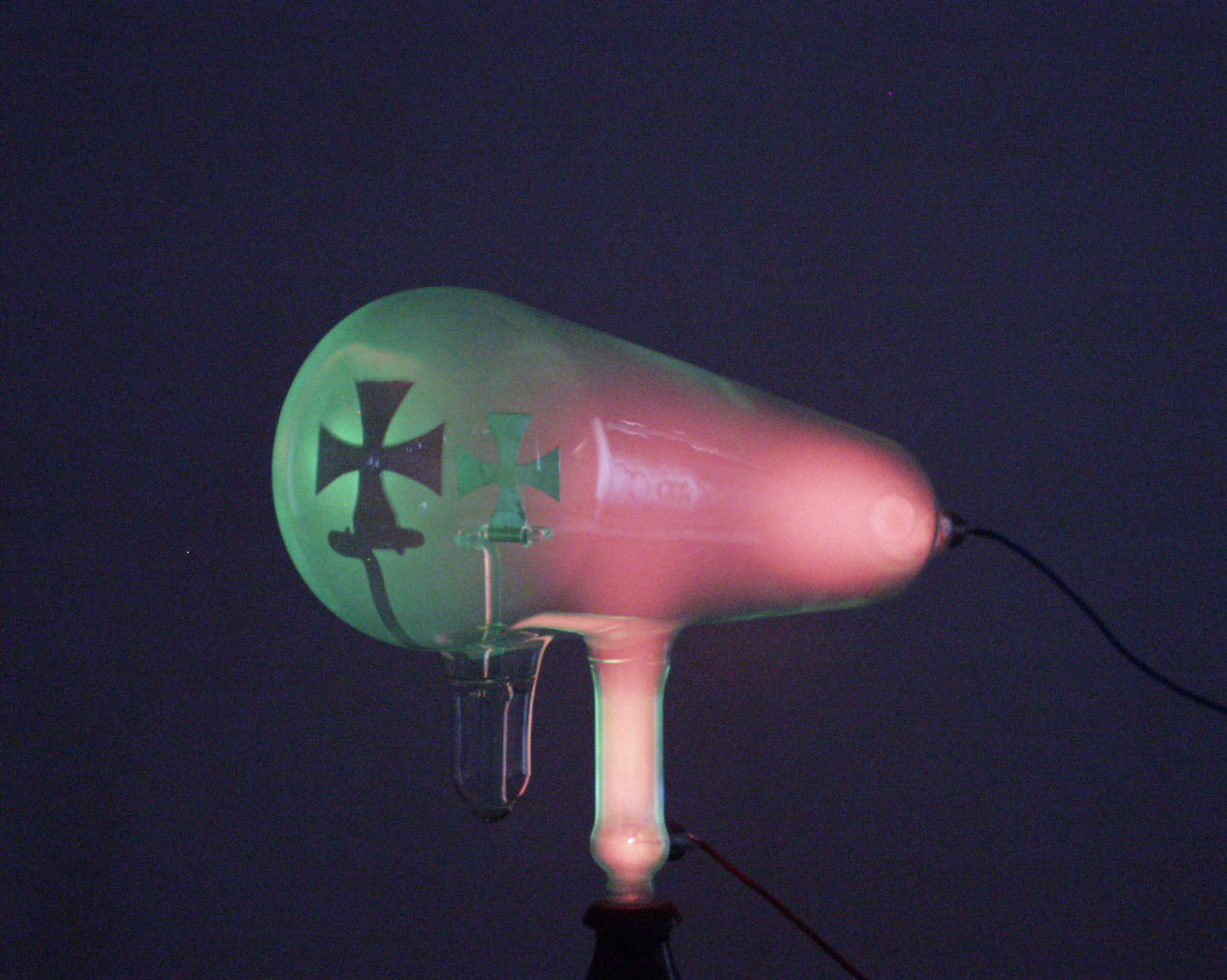
Provozní Crookesova trubice

Katodové záření je proud elektronů vycházející z katody katodové trubice, který vytváří elektrický proud, k čemuž dojde, pokud se tlak v uzavřeném tělese sníží na hodnotu 1 Pa. Při interakci tohoto zařízení s látkami se energie elektronů přeměňuje na následující formy: mechanickou energii, energii elektromagnetického záření, světelnou energii a vnitřní energii.
Zkoumání katodového záření a experimenty s katodovou trubicí sehrály významnou úlohu při objevu elektronu a také rentgenového záření, které vzniká při interakci katodového záření s hmotou.
Katodové záření objevil v roce 1859 Julius Plücker.